# Plesiopelma
Plesiopelma is een geslacht van spinnen uit de familie vogelspinnen (Theraphosidae).

## Soorten
De volgende soorten zijn bij het geslacht ingedeeld:
- Plesiopelma absconditum Ferretti, Nicoletta & Soresi, 2024
- Plesiopelma arevaloae Arias & Pérez-Miles, 2024
- Plesiopelma aspidosperma Ferretti & Barneche, 2014
- Plesiopelma gertschi (Caporiacco, 1955)
- Plesiopelma insulare (Mello-Leitão, 1923)
- Plesiopelma longisternale (Schiapelli & Gerschman, 1942)
- Plesiopelma manni Gabriel, Sherwood & Pérez-Miles, 2023
- Plesiopelma minense (Mello-Leitão, 1943)
- Plesiopelma myodes Pocock, 1901
- Plesiopelma paganoi Ferretti & Barneche, 2014
- Plesiopelma physopus (Mello-Leitão, 1926)
- Plesiopelma rectimanus (Mello-Leitão, 1923)
- Plesiopelma semiaurantiacum (Simon, 1897)

### Nomen dubium
- Plesiopelma imperatrix Piza, 1976